# Sântămăria-Orlea, Hunedoara
Sântămăria-Orlea este satul de reședință al comunei cu același nume din județul Hunedoara, Transilvania, România.

## Obiective turistice
- Biserica Reformată-Calvină Sântămărie Orlea, odinioară catolică și ortodoxă, se numără printre cele mai vechi biserici din spațiul românesc, fiind ridicată către sfârșitul sec. XIII. Alcătuită dintr-o navă tăvănită, din turn pe fațada de vest și un altar dreptunghiular boltit în cruce pe ogive, prezintă forme arhitectonice specifice tranziției de la romanic la goticul timpuriu. La interior se află un valoros ansamblu de pictură murală (1311 și cca. 1400).
- Castelul Kendeffy din sec. XVIII-XIX, actualmente utilizat ca hotel.
- Locul fosilifer cu dinozauri Sânpetru, pe raza satului Sânpetru, rezervație naturală.

## Galerie de imagini

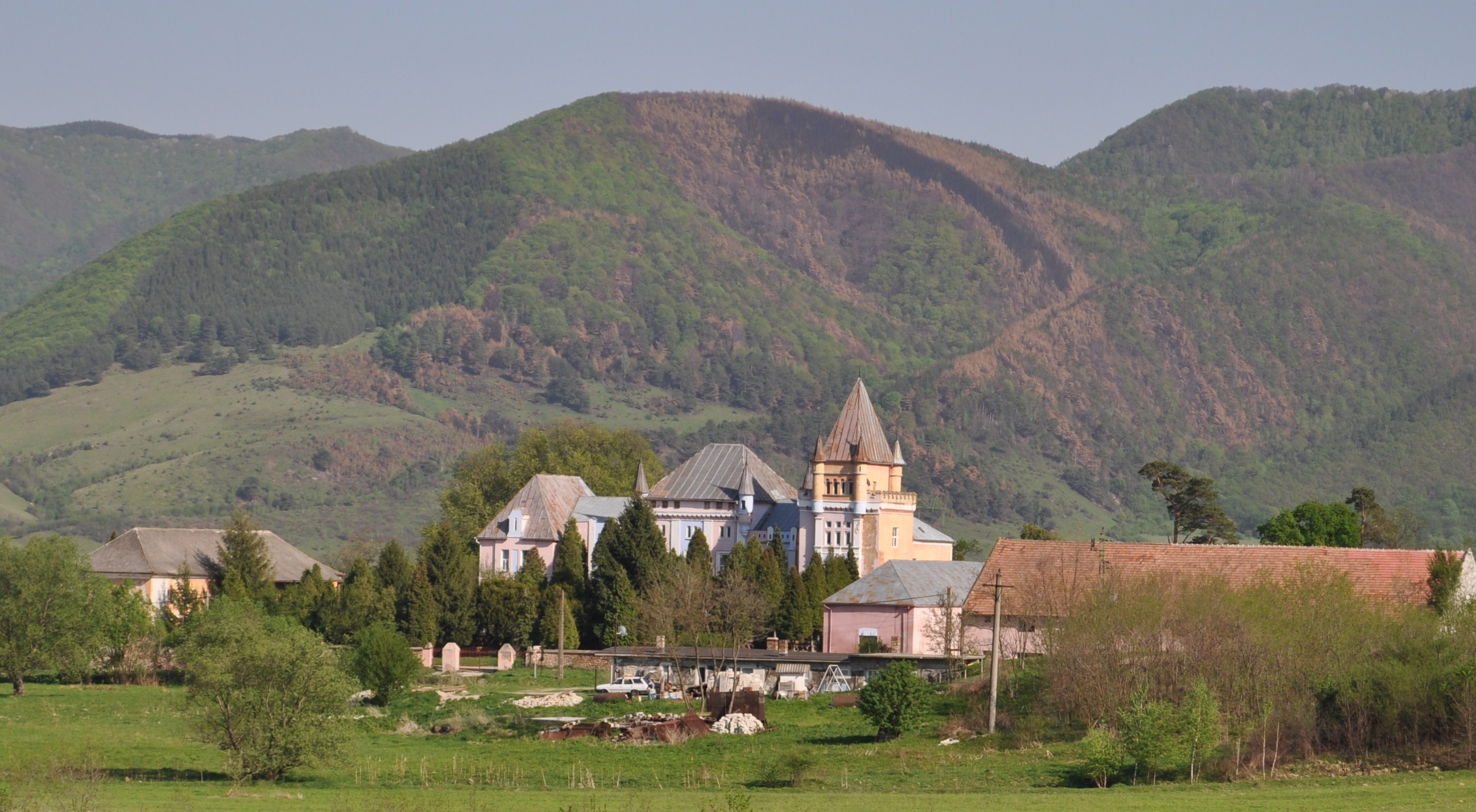
Castelul Kendeffy
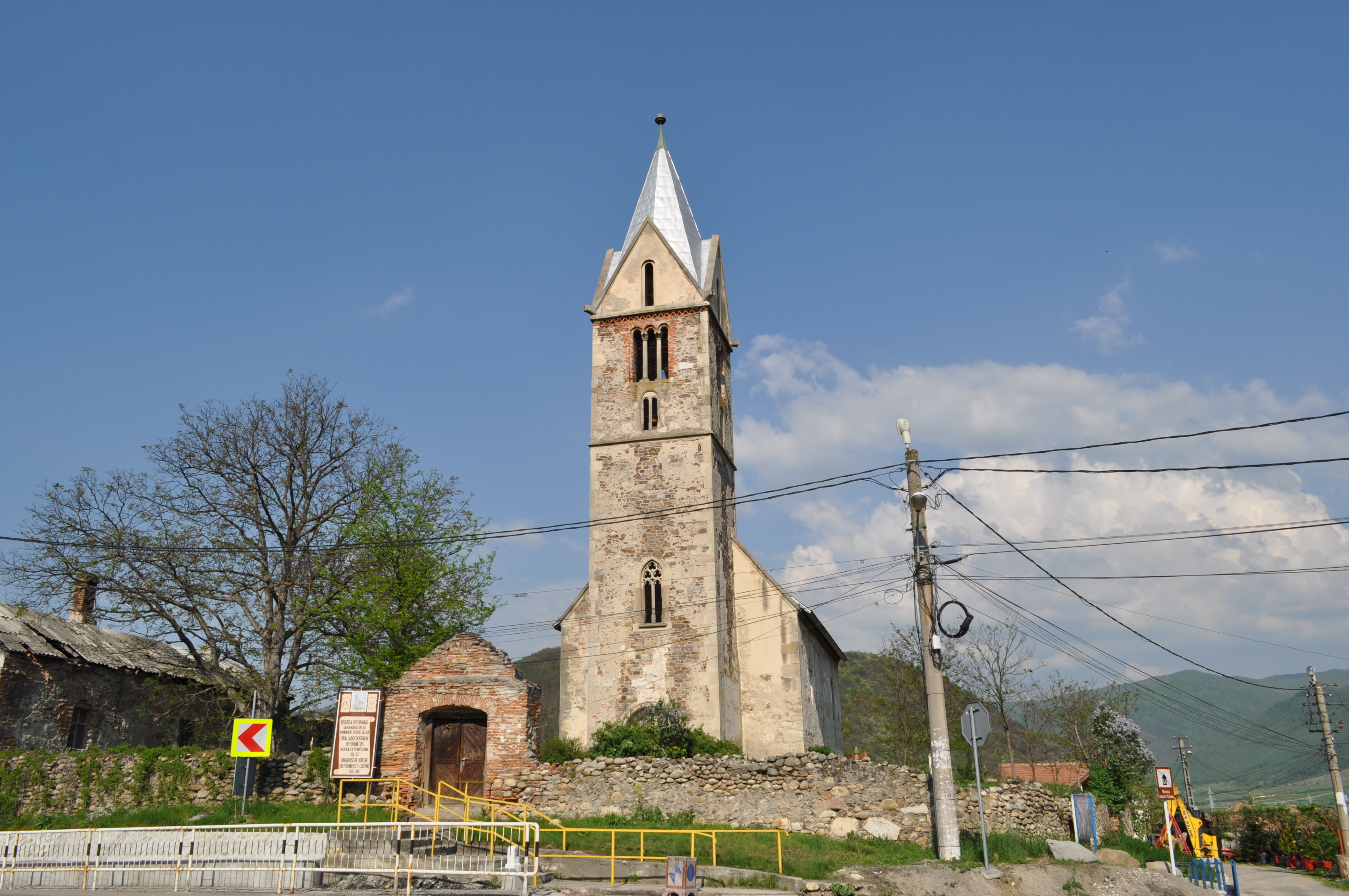
Biserica cnezilor Cândea